# Подковский
Подковский — хутор в Успенском районе Краснодарского края России.
Входит в состав Успенского сельского поселения.

## География
Хутор расположен в 11 км к юго-востоку от села Успенского.
Единственная улица хутора носит имя Кирова.

## Население
| 2002 | 2010 |
| ---- | ---- |
| 76   | ↘64  |